# Подручје управљања стаништем „Горњи ток Неретве”

## Географија и хидрографија
Географски и хидролошки Неретва је подељена на три тока - горњи, средњи и доњи.  Горњи ток реке Неретве назива се још и Горња Неретва и обухвата огромно подручје, бројне потоке и изворишта, три главна језера у близини саме реке као и планине планине Трескавицу и Зеленгору, шуме, флору и фауну подручја.

Укупна дужина Неретве је 230 км, а део реке, Горња Неретва је дуга 90 км. Такође, Неретва мења смер од Исток-Запада до Север-Југ, након изласка из Горње Неретве у средњи ток. Овим дјелом она протиче кроз општине Гацко, Калиновик и Коњиц.

Неретва је највећа крашка ријека у Динарским планинама на цијелом источном дијелу јадранског басена, која припада ријеци Јадранског слива. Укупна дужина је 230 км, од чега је 208 км у Босни и Херцеговини, док су коначни 22 км у Дубровачко-неретванској жупанији Хрватске. 

### Локације

#### Извор
Река Неретва извире испод планинског седла познатог као Гредељ, дијела планине Јабука, на надморској висини 1227 м. Извор ријеке Неретве се састоји од пет индивидуалних врела у шумама и стрмим падинама гредељског гребена. Већ дуги низ година постоји на граници најстаријег националног парка у 
Босни и Херцеговини, НП Сутјеска са својом првобитном шумом Перућица.

#### Борачка клисура
Неретванска клисура је заправо широка долина, широка између 1 и 20 километара, звана Борач. Ипак, због своје позиције међу великим планинским ланцима,  Борач има врло стрм пад. У овом подручију надморска висина износи 500-600м надморске висине. Неколико главних изворишта значајно допуњују ријеку Неретву, од којих су најважнија и највећа количина свеже и питке воде долази изворишта "Крупац" и "Придворица". Долина Борача завршава један километар узводно од улаза у мали планински град Улог, у исто вријеме почиње долина Улога.

#### Улошка долина и Улог
Улог је мали планински град у Долини Каштана на обали Неретве, окружене великим планинским ланцима Зеленгора, Лелије, Црвња и Трескавица. Град су основале Османлије, на старом караванском путу од Мостара преко Невесиња на путу до Истанбула. 

#### Јабланичко језерои Коњиц
Јабланичко језеро је велико вјештачко језеро на ријеци Неретви, одмах испод Коњица гдје Неретва накратко улази у широку долину. Језеро је настало 1953. године након изградње велике е хидроелектране у близини Јабланице. Језеро има неправилни издужени облик. Његова ширина варира дуж своје дужине. Језеро је популарна дестинација за одмор у Босни и Херцеговини. Пливање, пловидба и посебно риболов су популарне активности на језеру. Многе викендице изграђене су дуж обале језера. У екосистему језера постоји 13 врста рибе.